# Кубрианткари
Кубрианткари (груз. ქუბრიანთკარი) — село в Грузии, в муниципалитете Душети края Мцхета-Мтианети. 

## География
Село расположено в центральной части края, в 15 километрах по прямой к востоку от центра муниципалитета Душети. Высота центра — 620 метров над уровнем моря.

## Население
По данным переписи населения 2014 года, в селе проживало 155 человек.
| Год  | Население |
| ---- | --------- |
| 2002 | 161       |
| 2014 | 155       |